# Graphocephala
Graphocephala är ett släkte av insekter som beskrevs av Van Duzee 1916. Graphocephala ingår i familjen dvärgstritar.

## Bildgalleri

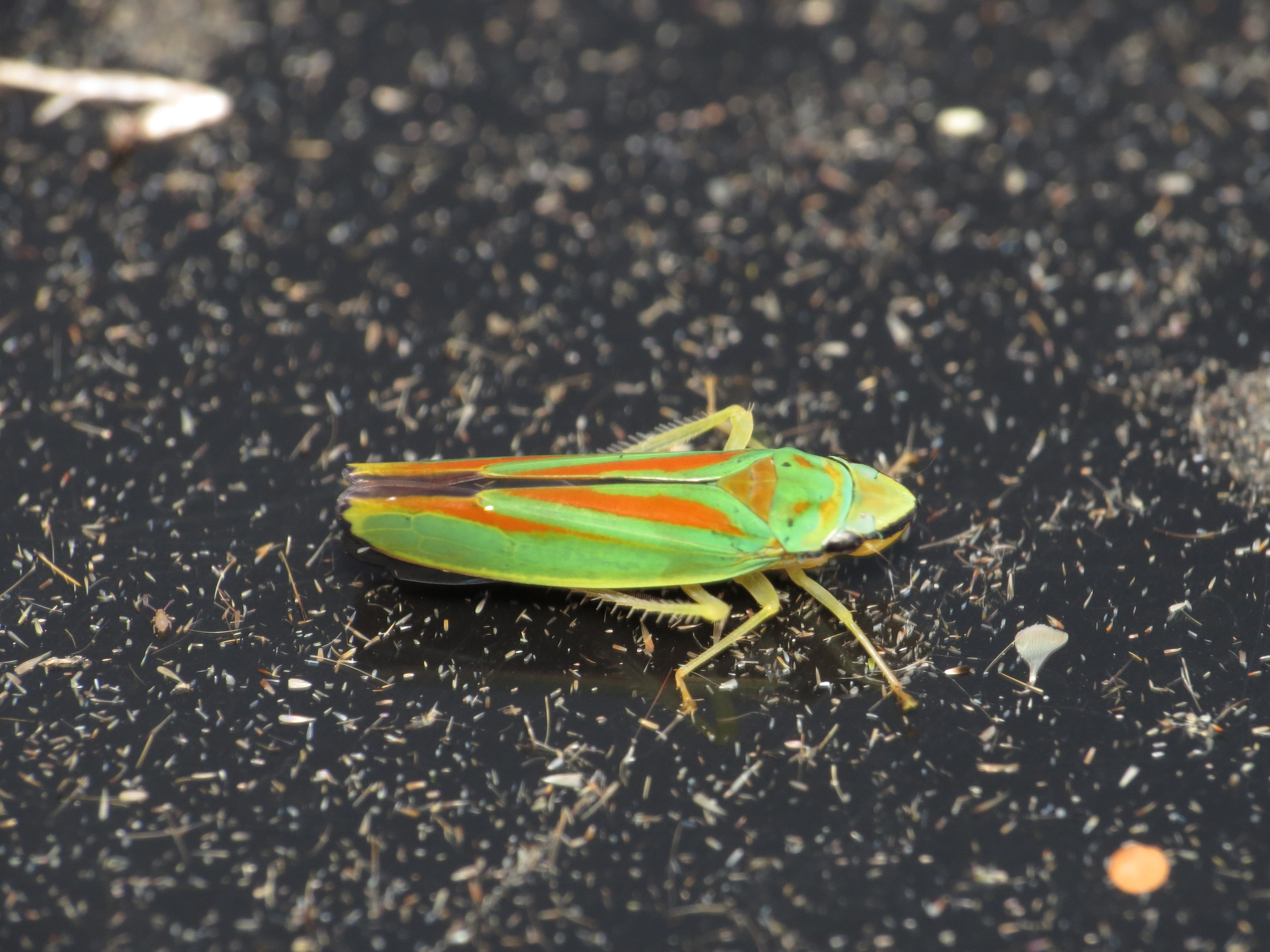
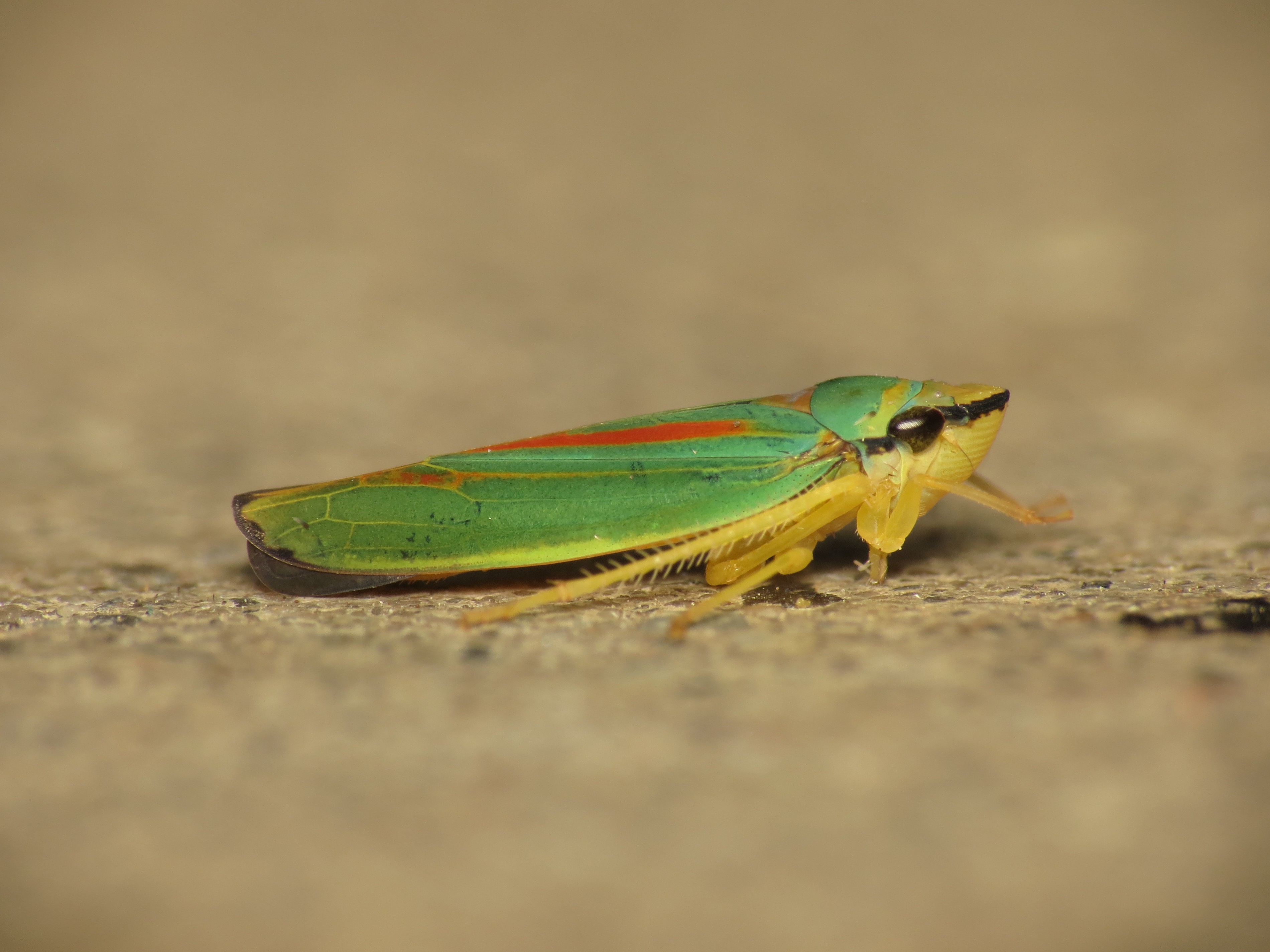
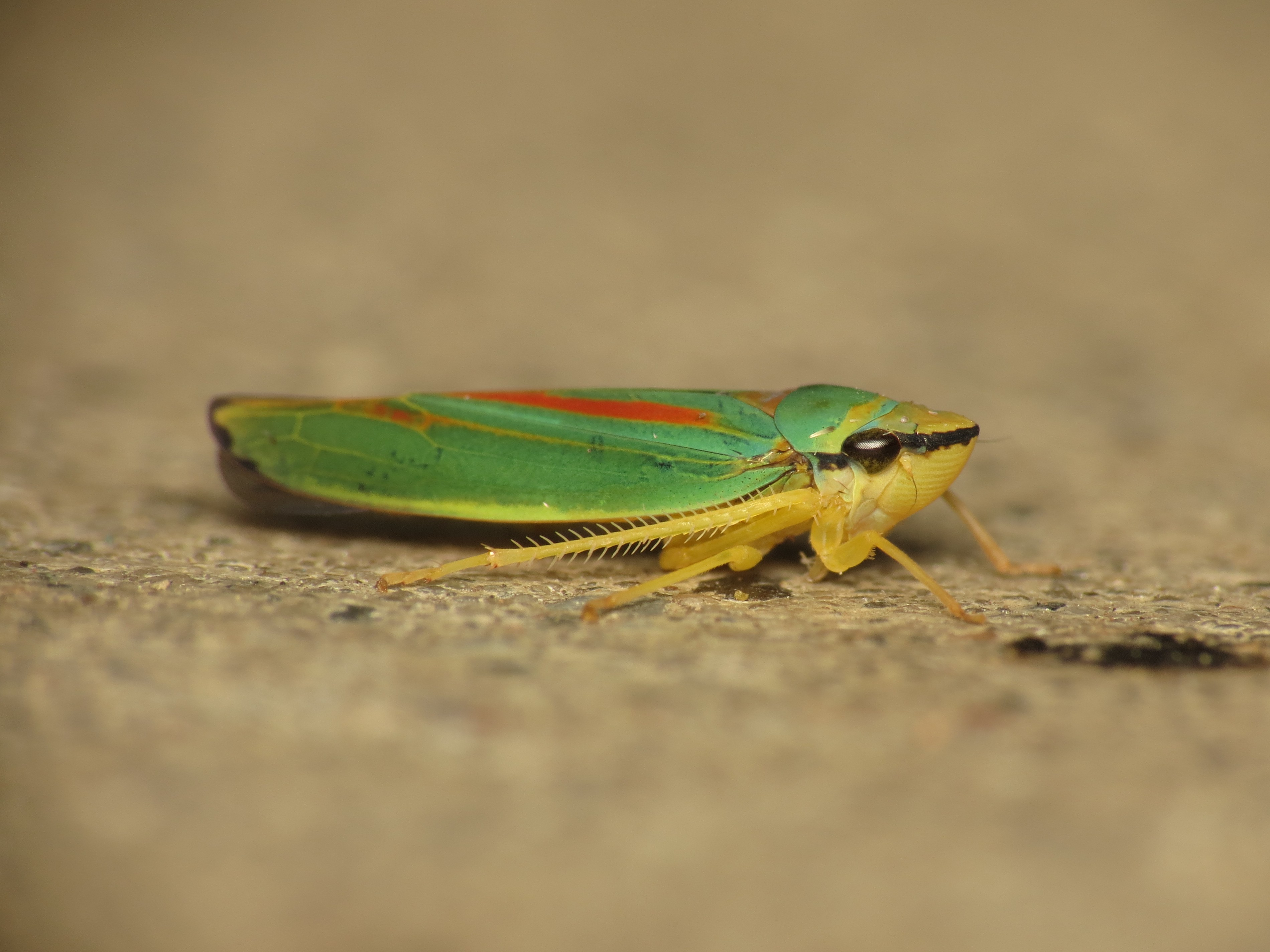
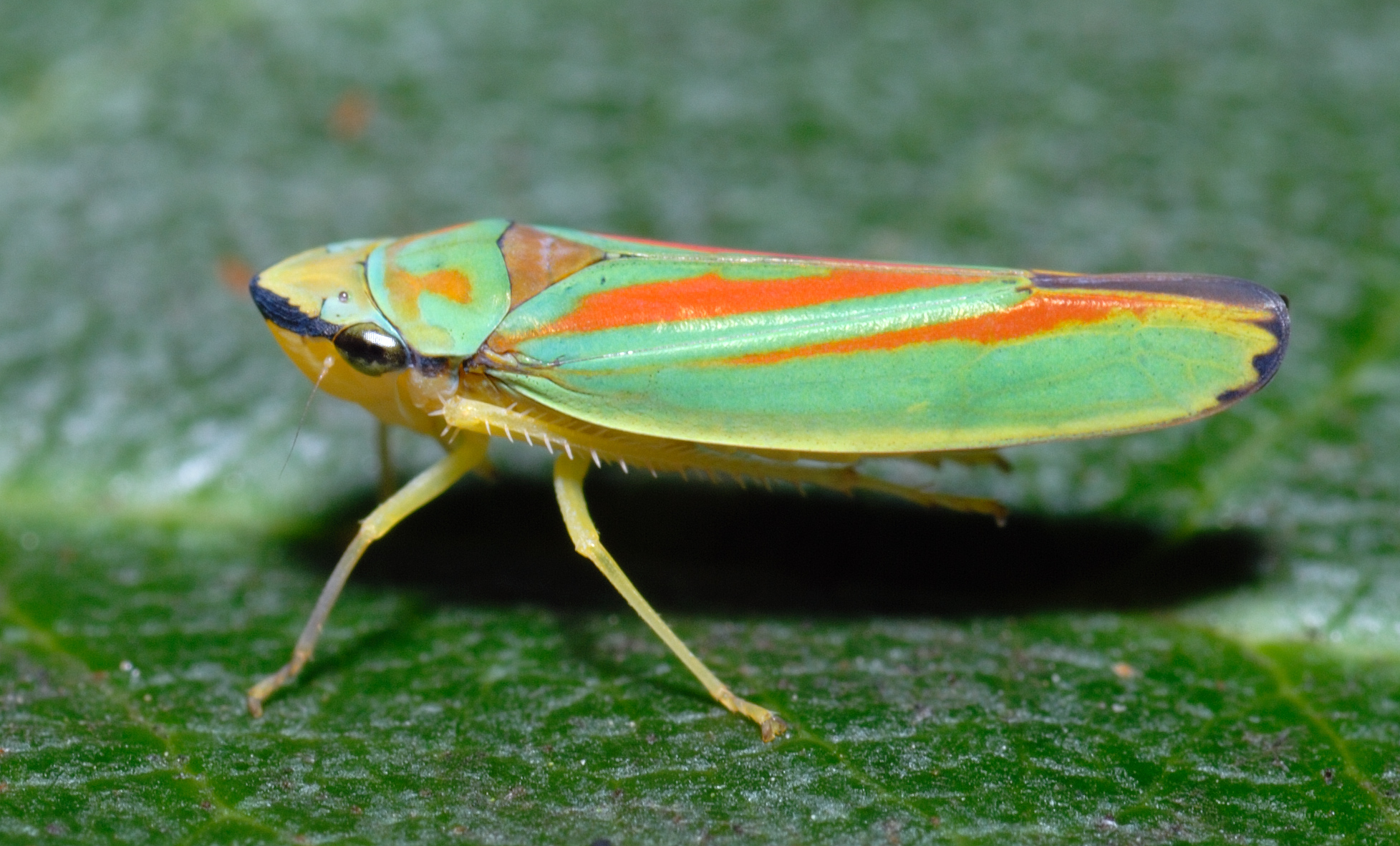
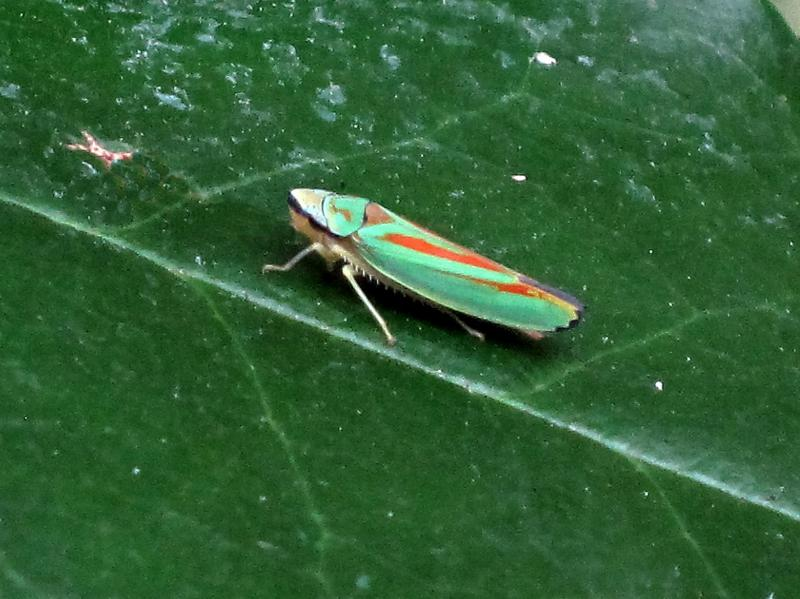
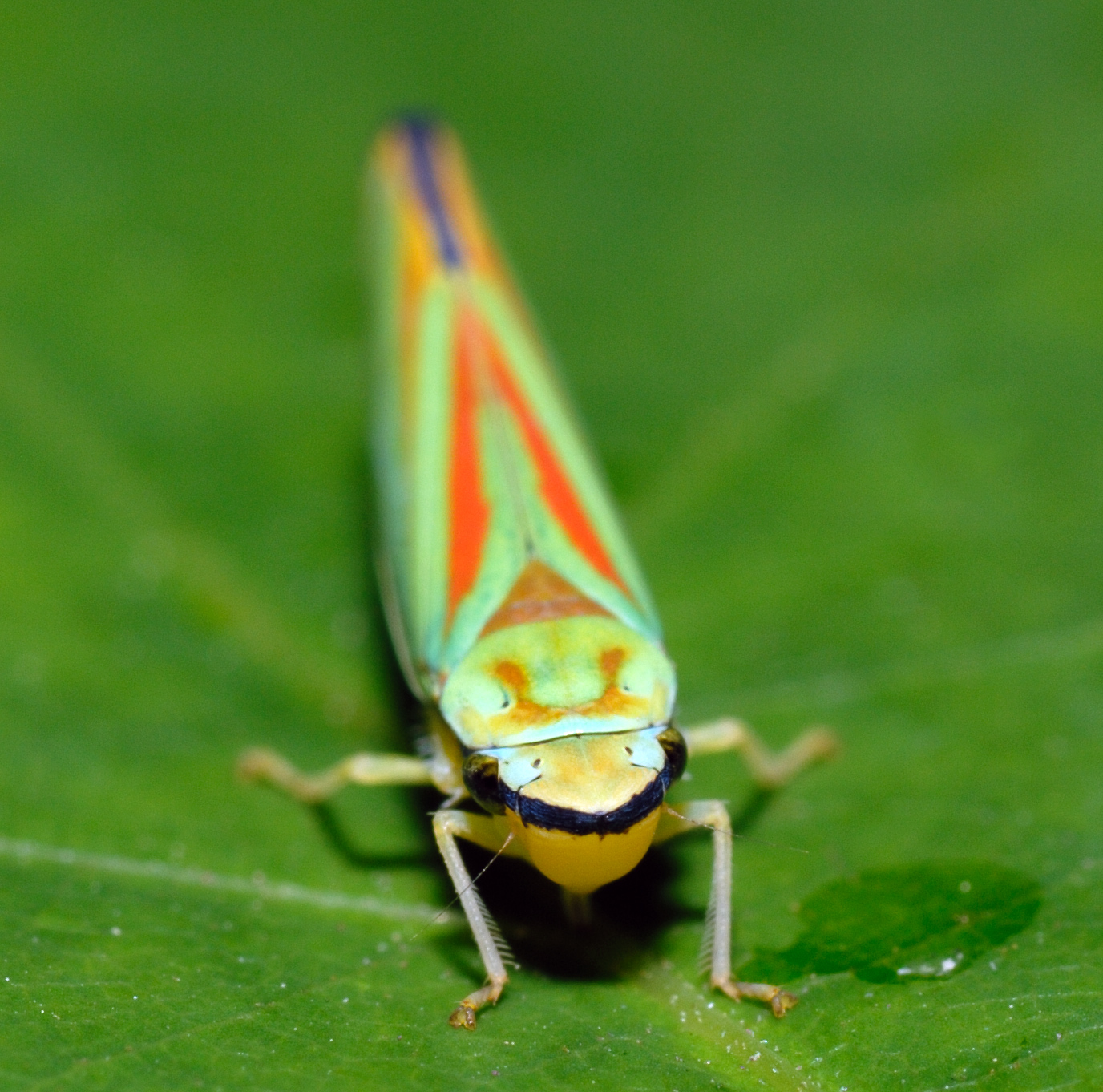

## Dottertaxa tillGraphocephala, i alfabetisk ordning[1][2]
- Graphocephala alagarta
- Graphocephala albomaculata
- Graphocephala apicata
- Graphocephala appropinquans
- Graphocephala atropunctata
- Graphocephala aurolineata
- Graphocephala aurora
- Graphocephala bilimeki
- Graphocephala bivittata
- Graphocephala cervina
- Graphocephala clepsydra
- Graphocephala coccinea
- Graphocephala confluens
- Graphocephala consobrina
- Graphocephala constricta
- Graphocephala coronella
- Graphocephala curta
- Graphocephala cythura
- Graphocephala delongi
- Graphocephala depicta
- Graphocephala distanti
- Graphocephala dohrnii
- Graphocephala edwardsii
- Graphocephala fennahi
- Graphocephala flavovittata
- Graphocephala gemmella
- Graphocephala guerreroensis
- Graphocephala hieroglyphica
- Graphocephala ignava
- Graphocephala ignobilis
- Graphocephala innervis
- Graphocephala janzeni
- Graphocephala kukla
- Graphocephala lemniscata
- Graphocephala lucasii
- Graphocephala lurida
- Graphocephala marathonensis
- Graphocephala minuenda
- Graphocephala nigricephala
- Graphocephala nigrifascia
- Graphocephala pectoralis
- Graphocephala penignava
- Graphocephala permagna
- Graphocephala psephena
- Graphocephala pulchra
- Graphocephala pumicata
- Graphocephala punctulata
- Graphocephala redacta
- Graphocephala rufimargo
- Graphocephala sasaima
- Graphocephala simulata
- Graphocephala soluna
- Graphocephala spinosa
- Graphocephala subrufa
- Graphocephala teliformis
- Graphocephala teres
- Graphocephala torqua
- Graphocephala uhleri
- Graphocephala versuta